# Ursoaia, Bacău
Ursoaia este un sat în comuna Negri din județul Bacău, Moldova, România.